# Anoeconeossa socciformis
Anoeconeossa socciformis är en insektsart som beskrevs av Taylor 1987. Anoeconeossa socciformis ingår i släktet Anoeconeossa och familjen rundbladloppor. Inga underarter finns listade i Catalogue of Life.